# ゆめタウン行橋
ゆめタウン行橋（ゆめタウンゆくはし）は、、福岡県行橋市にある株式会社イズミが展開するショッピングセンターである。

## 概要
1997年10月3日に開業。2008年11月21日に増床を行い、本館奥にあった第2駐車場跡に新館がオープンした。

## テナント
直営の衣料品・食料品売場などのほかに、約120店の専門店が並ぶ。

### 過去の主なテナント
- もみの木
- 味千拉麺
- どんどん

## 交通アクセス

### 公共交通機関
- 平成筑豊鉄道田川線令和コスタ行橋駅より北西へ約500m
- JR・平成筑豊鉄道[注釈 1]田川線行橋駅西口より
  - 南へ約800m
  - 太陽交通バス「ゆめタウン」行き乗車、終点下車

### 自家用車
行橋新市街地にあり、交通量の多い国道496号(行橋安川道)と福岡県道34号行橋添田線の交点の北側にあるが、県道34号からは福岡県道252号大久保行橋線や国道496号を介してでないと入れない。
駐車場は約1,900台が停められる。

### 周辺の店舗
- コスタ行橋